# Valbuena de Duero
Valbuena de Duero – gmina w Hiszpanii, w prowincji Valladolid, w Kastylii i León, o powierzchni 46,57 km². W 2011 roku gmina liczyła 490 mieszkańców.